# Newberry (Míchigan)
Newberry es una villa ubicada en el condado de Luce en el estado estadounidense de Míchigan. En el Censo de 2010 tenía una población de 1519 habitantes y una densidad poblacional de 597,85 personas por km².

## Geografía
Newberry se encuentra ubicada en las coordenadas 46°21′14″N 85°30′35″O / 46.35389, -85.50972. Según la Oficina del Censo de los Estados Unidos, Newberry tiene una superficie total de 2.54 km², de la cual 2.54 km² corresponden a tierra firme y (0%) 0 km² es agua.

## Demografía
Según el censo de 2010, había 1519 personas residiendo en Newberry. La densidad de población era de 597,85 hab./km². De los 1519 habitantes, Newberry estaba compuesto por el 89.34% blancos, el 0.39% eran afroamericanos, el 6.25% eran amerindios, el 0.26% eran asiáticos, el 0.13% eran isleños del Pacífico, el 0% eran de otras razas y el 3.62% pertenecían a dos o más razas. Del total de la población el 2.76% eran hispanos o latinos de cualquier raza.